# Couvent des Ursulines de Vire
Le couvent des Ursulines est un édifice situé sur le territoire de la commune de Vire Normandie dans le département français du Calvados.

## Localisation
Le monument est situé dans le département français du Calvados, à Vire-Normandie, dans l'ancienne commune de Vire, 4 rue Emile-Desvaux.

## Histoire
Le bâtiment est daté de la seconde moitié du XVIIe siècle et du XIXe siècle.
Les Ursulines, présentes à Vire à partir de 1631, font bâtir l'édifice à partir de 1667.
La chapelle est peut-être consacrée en 1697,.
Le couvent des Ursulines devient hospice Saint-Louis en 1803.
Une chapelle est ajoutée en 1821.
Le bâtiment fait l'objet d'une inscription comme monument historique depuis le 13 février 1975 : les façades et les toitures, les escaliers jumeaux de l'aile nord, la chapelle sont cités.

## Architecture et mobilier

### Architecture
L'édifice est en granit.

### Mobilier
La chapelle contient une Vierge à l'enfant du XVe siècle anciennement polychrome, des stalles du XVIIe siècle et un maître-autel du XVIIIe siècle. 